# Csornai Múzeum
A Csornai Múzeum a Rábaköz történeti, néprajzi értékeit bemutató gyűjtemény. Csornán, a Csornai Premontrei Prépostság épületének több évszázados falai között kapott otthont 1969-ben.  Az első rendház 1180 körül épült, a jelenlegi késő barokk stílusú formáját 1802-1808 között nyerte el, amikor egy tűzvész nyomán újraépítették.

## A múzeum elődei
XIX. század II. felének múzeumalapítási hullámaiból kimaradt a Rábaköz. Évtizedekkel később, a két világháború között Klebersberg Kunó nevével fémjelezhető kultúrpolitika helyi megnyilvánulásaként a Csornai Állami Polgári Fiúiskola rajztanárának, Fekete Józsefnek a kezdeményezése volt az, hogy a diákok bevonásával néprajzi tárgyakat gyűjtsenek össze, rendszerezzék és bemutassák, értékes iskolai gyűjteményt hozva ezzel létre. 1928. június 17-29. közötti iskolai kiállításon három teremben mutatták be a gyűjteményt. A néprajzi gyűjtés tárgyai mellett diákmunkák, valamint Fekete József festményei kaptak helyet a kis tárlaton. A gyűjteményről nyilvántartás nem maradt fenn, az iskolai értesítőben publikált lista alapján darabszáma 160-170 lehetett. A gyűjtemény nem csupán (becsült) darabszáma, és az értesítőben közölt darabok alapján elképzelhető nívója miatt volt jelentős, és példaértékű a későbbi múzeumnak, de a mögötte rejlő eszmények, és a megszervezését kísérő lelkesedés miatt, amelyről képet alkothatunk Fekete Józsefnek 1928-ban, az iskolai értesítőben publikált felhívását olvasva: „Mit hagyunk utódainkra, hogy büszkén emlékezzenek meg ránk?... Aranyunk, ezüstünk nincsen. Rábaköz áldott rónája nem rejt sziklát, megmunkálható követ magában… De az itt lakó dolgos magyar nép fából, kenderből alkotott kincseket. Fából és szeretetből, múlóból és örökkévalóból… Amit azonban még magunkénak mondhatunk belőle, már csak haldokló roncs. Omladozik a szelemenágasos ház, porlad a mestergerenda, a tulipános láda, a födeles ágy, a tálos, a szegletpad…, mert hiányzik a megértés, amivel új életre menthetnénk át őket. Szeretnénk megmenteni a veszendő kincseket. Nem magunknak, hanem az utókor számára, mely bizonyára meg fogja érteni azok szépségét és jelentőségét.”
A gyűjtemény a II. világháború után szétszóródott, faragott fatárgyait az ebből az iskolából alakult gimnázium államosítást követő első igazgatója, Király Iván őrizte meg, és adta át később a Xántusz János Múzeum filiájaként működő gyűjteménynek, valamint került hagyatékából a múzeumba.

## A múzeum története
1948-ban Király János csornai bíró és Czinder György községi főjegyző Pozsgay Antal soproni alispán támogatásával a Rábaközi Tájmúzeum létesítésének szándékával írt kérvényt Ortutay Gyula miniszternek. Az előljáróság az 1932-38. között felépített, nyugati toronypárral ellátott „új” plébániatemplom egyik 60 m2 alapú toronyszobáját kívánta múzeumként hasznosítani. Ortutay Gyula miniszter a Néprajzi Múzeum népviselettel és a hímzőkultúrákkal foglalkozó szakmuzeológusát, Palotay Gertrúdot jelölte ki a gyűjtés-, illetve a múzeum megszervezésére. Palotay Gertrúd 1951-ben bekövetkezett halála után a koordinációs feladatok a megyeközpont múzeumára szálltak. 1963-68 között Németh Imre a XJM néprajzkutatója állt az ügy mögé, amely irányítása mellett – köszönhetően a csornai pedagógusok, elsősorban Beősze Antal munkájának –, realizálta az intézmény felállítását.
A korszak jellemző tendenciája volt, hogy a vidéki népművelő szakkörök gyűjteményeiket rendszerezték, és komolyabb keretek közé kívánták helyezni, nem ritkán erősen sértve az alapvető muzeológiai szakmai elvárásokat, hiszen e gyűjtemények megszervezésének, rendszerezésének a fő mozgatórugója az önmagában álló lelkesedés volt, amelyet gyakran kísért dilettantizmus. Csornán ezzel szemben Beősze Antal nyugdíjas tanító irányítása mellett szisztematikus, körültekintő anyaggyűjtések, „expedíciók” folytak, melyeknek eredményeképp létrejött törzsgyűjteményünk.
Az anyag rendszerezése Szalontay Juditra várt, akit 1969-ben gyűjteménykezelőként helyezett Dávid Lajos megyei igazgató Csornára. 1969. június 22-én megnyílt az első állandó kiállítás a volt premontrei rendház (akkoriban járási tanács) északi szárnyának földszintjén. A kiállítást Pödör Pál nyitotta meg, aki két év múlva a várossá válás ünnepén első tanácselnökként a városi lét egyik pilléreként emlékezett meg erről. A klasszikus elrendezésű kiállítás többször jelentős változásokon esett át és folyamatosan növekedett területe is. Szalontay Judit gyűjteménykezelőből múzeumvezető, majd múzeumigazgató lett, illetve néprajzos szakmuzeológussá vált. A filiációs kis gyűjteményt 1990-re múzeummá fejlesztette – együttműködve a megyei szakmai és fenntartó szervekkel és az 1989-ben visszatelepedett premontrei renddel.
A múzeumi élet élénk volt, az állandó kiállítás mellett évente 3-4 önálló és befogadott időszaki kiállítást rendeztek, részt vettek az országos kezdeményezésű múzeumi programokban, szakmai konferenciákat rendeztek, és önálló kiadványsorozatot is megjelentettek (Csornai Múzeumi Füzetek 1-4.).
Az 1990-ben megnyitott állandó néprajzi kiállítás nívódíjat kapott, a gyűjtemény tájmúzeumi címet nyert és 2000-ben az Év Múzeuma pályázat minisztériumi különdíjasa lett.
Az országos muzeológiai nagyválság Csornán is érződött: az intézmény 2005-ben gyűjteménnyé, majd 2007-ben kiállítóhellyé vált, amely folyamat hatalmas arányú szakmai-szervezeti visszaesést jelentett. A létszámleépítés mértéke 2005-ben 36%, 2007-ben további 33% volt, míg fenntartóváltás előtt, a megyei múzeumigazgatóság megszűnésének évére csupán 2 fő részmunkaidős teremőr maradt. Ez az időszak a múzeum történetének mélypontja volt.
E folyamattal összefüggésben 2012-ben megszűnt a megyei múzeumhálózat, az intézmény fenntartója 2013-ban Csorna Város Önkormányzata lett. Az intézmény igazgatását ekkor Szalayné Galambosi Tímea vette át, aki 2008-tól a Csornai Városi Művelődési Központ és Könyvtár igazgatója is volt.
2015-től muzeológus foglalkoztatásával, illetve szakmai kapcsolatok segítségével sikerült népszerű és a szakma által is elismert időszaki kiállításokat építeni, fellendült az esélyegyenlőségen alapuló, nyitott szellemű múzeumpedagógiai tevékenység és intenzívebbé vált a kutatói munka is. Az intézmény 2016-ban az Év Múzeuma pályázat 2. helyezettje lett, majd a nemzetközi Avicom-F@imp pályázaton ezüstérmet szerzett.
A Premontrei Látogatóközpont kialakításába bekapcsolódva az intézmény (Csornai Muzeális Kiállítóhely) felújítás miatt bezárt. A másfél évig tartó átalakítás után, 2019. augusztus 20-án A történelem peremén – A Rábaköz szívében címmel tartalmilag és szemléletében új állandó helytörténeti kiállítás nyílt. Az újraindulást a 2020. március közepén kezdődött COVID járvány egy időre megtörte. A kiállítóhely ezért virtuális múzeumi programjaival szólította meg látogatóit.
V. Szalontay Judit, a múzeum első igazgatója 2007-ben vonult nyugdíjba. 2023. január 30-án egy tragikus végű győri lakástűzben elhunyt. Csaknem 40 éven keresztül irányította az intézmény munkáját.

## Gyűjtemények
A gyűjtemény dominánsan néprajzi, mellette a helytörténeti gyűjtemény tekinthető még jelentősebbnek. Kisebb arányban van jelen a képző- és az iparművészet, és mindössze néhány tárggyal képviselteti magát a természettudományi gyűjtemény. Kiegészítő gyűjteményként jelentős a könyvtár mellett az adattárak és a fotótárak gyűjteménye.
A néprajzi tárgyakon belül kiemelendők a viseleti textíliák, illetve jelentős a pásztorfaragás-, és a mestergerenda gyűjtemény is, valamint a dőri fazekasság hagyományait őrző Völcsey-műhely-, illetve az újító fazekasságot képviselő Kovács János-féle kerámiagyűjtemény.
A helytörténeti gyűjteményben az oktatástörténeti emlékek, a céhes emlékek, illetve a kereskedelemhez tartozó tárgyak csoportja (teljes berendezésű szatócsbolt) kiemelendő.
A képzőművészeti gyűjtemény legértékesebb részét Hertay Mária festőművész szakrális tematikájú alkotásai jelentik, illetve nagyobb arányban képviselteti magát egy helyi naiv alkotó, Horváth Róbert Lóránt, akinek agyagplasztikáit a lokálpatrióta üzenetei teszik értékessé.
Gyűjteményi adatok
| Gyűjtemény                    | Leltározott (db) | Leltározatlan (db) |
| Tárgyi gyűjtemények           |                  |                    |
| Természettudomány             | 46               | -                  |
| Régészet                      | -                | -                  |
| Történet                      | 1.979            | 482                |
| Numizmatika                   | 204              | 76                 |
| Néprajz                       | 3.640            | 822                |
| Képzőművészet                 | 39               | 10                 |
| Iparművészet                  | 60               | 3                  |
| Irodalomtörténet              | -                | -                  |
| Agrártörténet                 | -                | -                  |
| Egyéb (vegyes)                | -                | -                  |
| Tárgyi gyűjtemény össz. 7.331 | 5.968            | 1.363              |
| Egyéb gyűjtemények            |                  |                    |
| Történeti dokumentációs tár   | 3.547            | 1.502              |
| Történeti archív fotók        | 540              | 67                 |
| Néprajzi archív fotók         | 19               | 1                  |
| Adattári dokumentáció         | 1.962            | 21                 |
| Adattári fotók                | 7935             | -                  |
| Szakkönyvek                   | 4.488            | 371                |
| Periodikák                    | 1.128            | 43                 |
| Egyéb könyvtári dokumentum    | 448              | -                  |
| Egyéb gyűjtemény össz. 22.072 | 20.067           | 2.005              |

## Állandó kiállítások
- "Csornai vásárok és mesterségek" a városi és népi kultúra évszázadai a Rábaközben. – Megnyílt: 1990. Forgatókönyn: Szalontay Judit. A kiállítás enteriőrláncolaton keresztül mutatja be a rábaközi gazdálkodás mindennapi kereteit, eszközeit valamint az ünnepeket. A határban folyó mezőgazdasági munkáktól indulva a paraszti udvar munkaeszközeit szemlélhetjük meg, majd bepillanthatunk a jellegzetes rábaközi tisztaszobába. Az egyszerre funkcionális és szakrális térben reprezentatív áttekintését kapjuk a XIX. század paraszti világának. A házból kilépve a mesterségek utcáján haladhatunk végig, ahol a szabó-, kékfestő-, fazekas- és csizmadia műhelyek eszközvilágát és produktumait láthatjuk. A következő terem a csornai búcsúk ünnepi pillanatait idézik és a búcsúi menet diorámájában megérthetjük, milyen komoly üzenetértékkel is bírt a népviselet, amely egyértelműen meghatározta viselőjének családi állapotát, korát. A kiállítási egység zárásaként a folyosó a rábaközi pásztorfaragás, a népi hímzés és a búcsújárás emlékeit tekinthetjük meg.

Ezt a kiállítást 28 év után, a 2018. februárban kezdődött felújításkor lebontották.
- "... visszatérnek majd mert mulandók..." Horváth Róbert állandó kamarakiállítása. Megnyílt: 2016. Forgatókönyv: Aszt Ágnes.
- "A Történelem Peremén – A Rábaköz Szívében" Csorna területének története. Helytörténeti kiállítás. Megnyílt: 2019. Forgatókönyv: Aszt Ágnes

## Képek

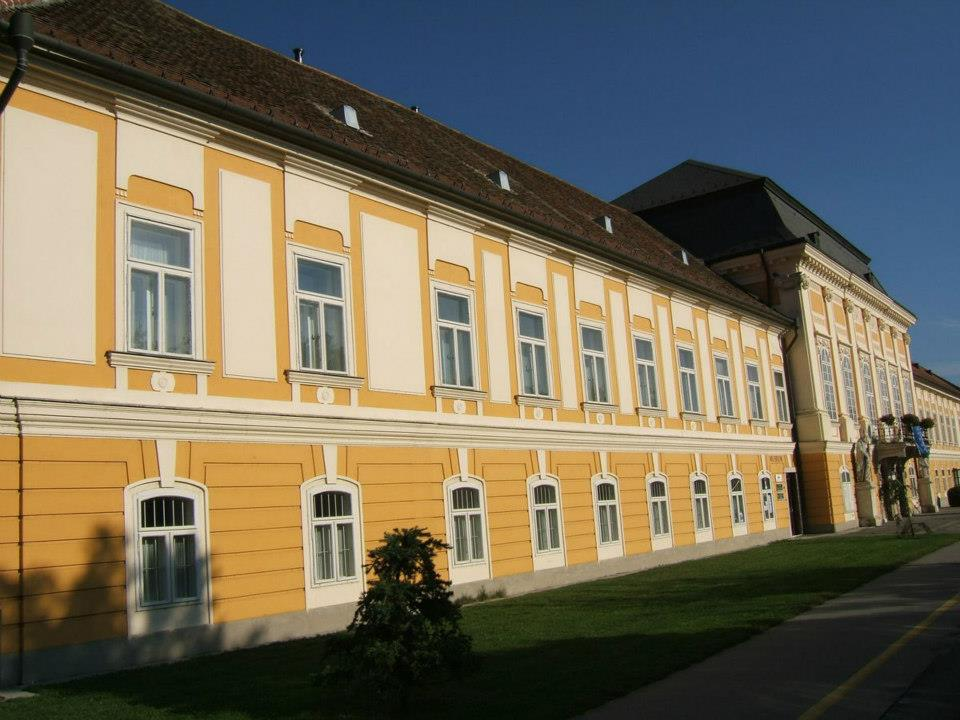
A Csornai Premontrei Prépostság épülete. Az északi szárnyban működik a Csornai Múzeum.
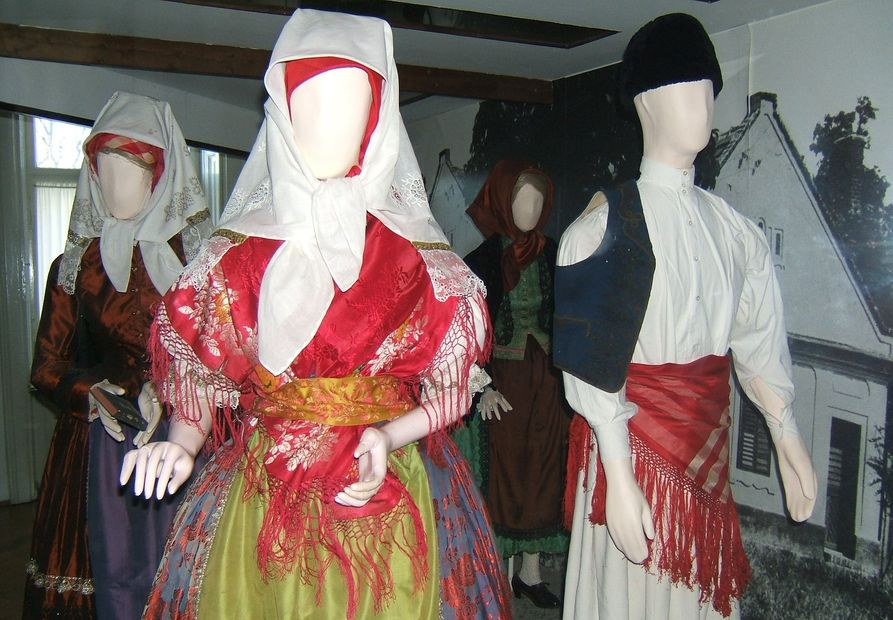
Rábaközi (csornai) ünnepi népviselet a Csornai Múzeum kiállításán.
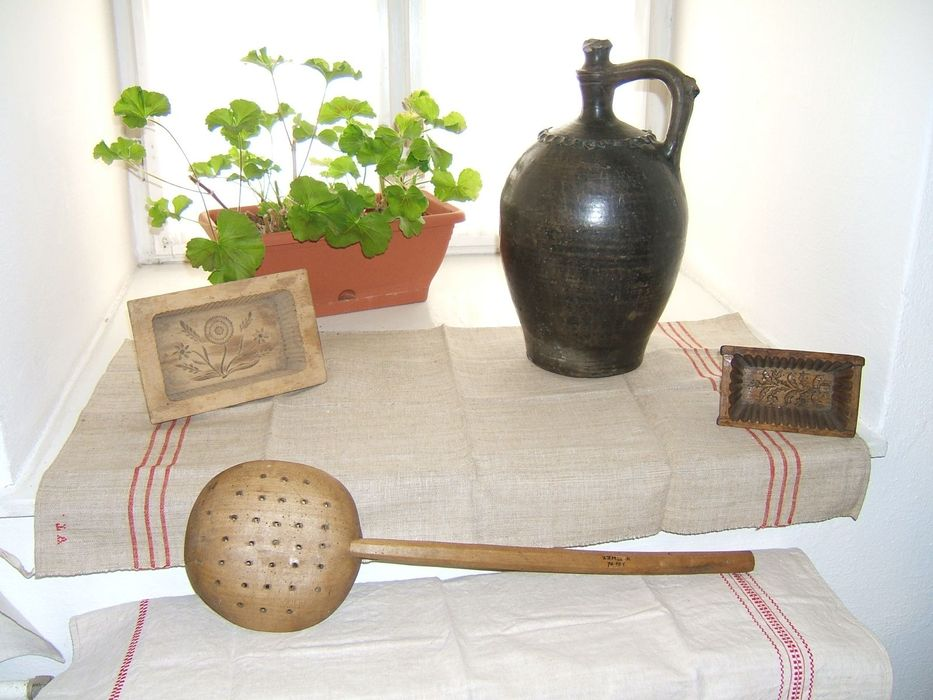
Döri aratókorsó, faragott vajnyomó minták és tésztaszedő fakanál a Csornai Múzeum kiállításán.
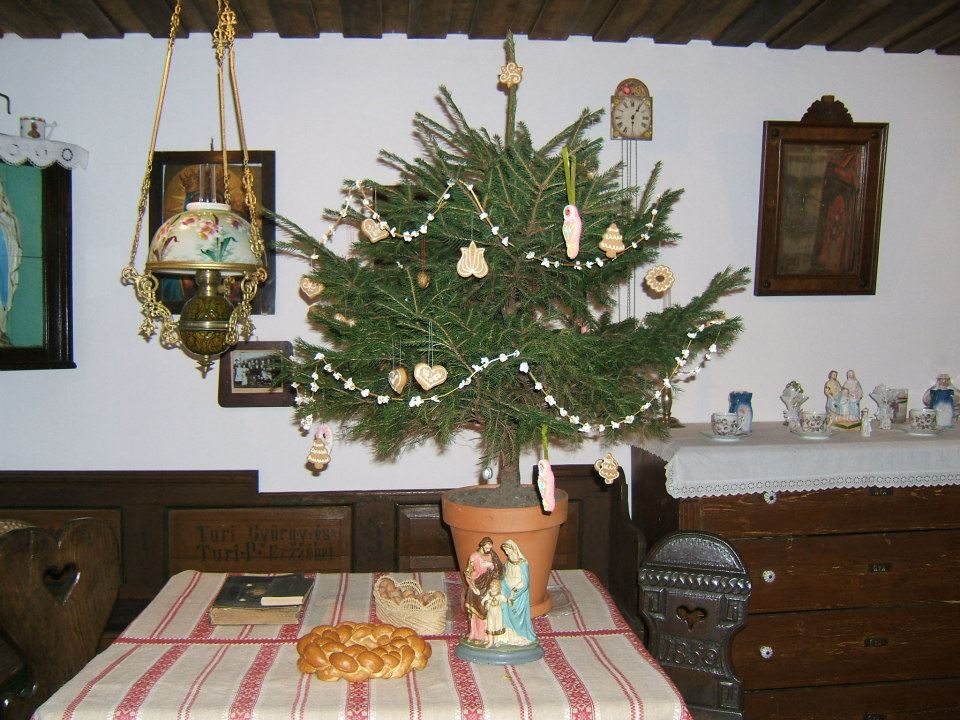
Karácsonyi asztal a Csornai Múzeum néprajzi kiállításán.
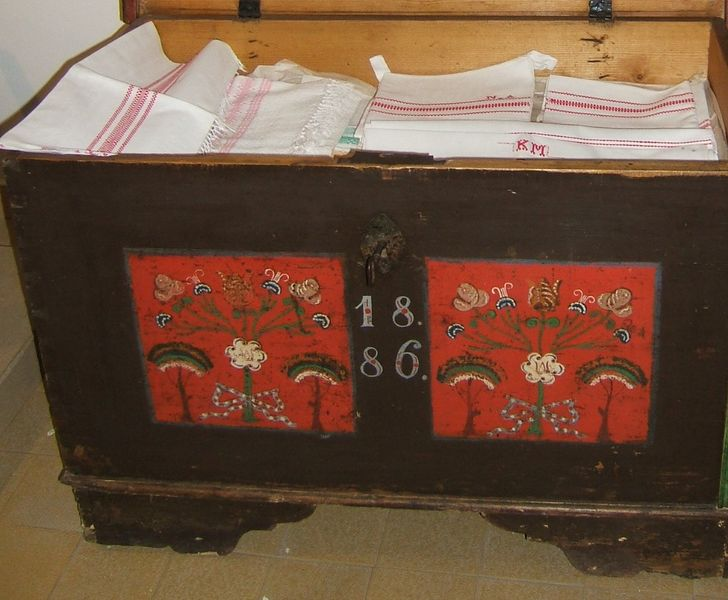
Tulipános láda 1886-ból a Csornai Múzeum kiállításán.
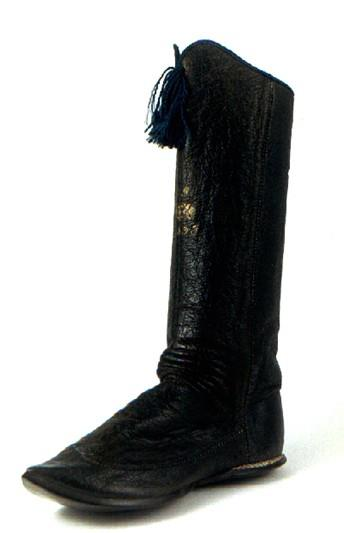
Csizmadia mesterremek a Csornai Múzeum helytörténeti kiállításán.
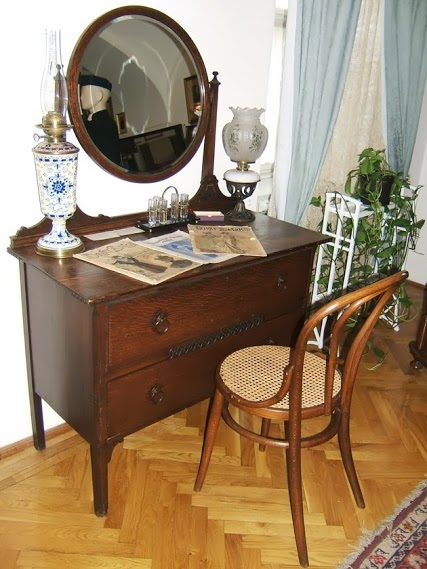
A polgári életmód emlékei című helytörténeti kiállítás részlete a Csornai Múzeumban.
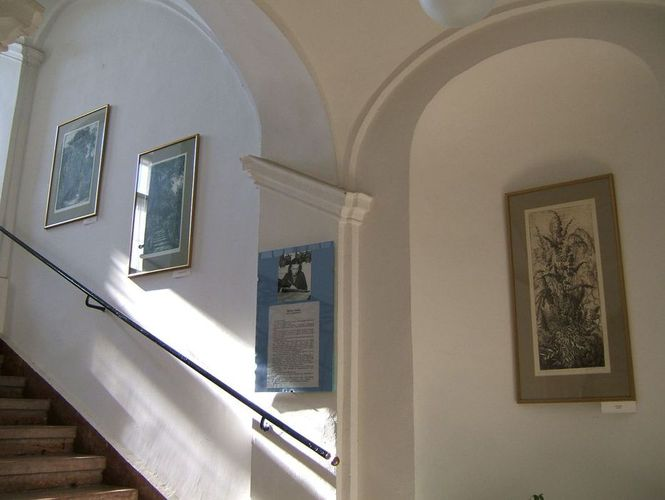
Hertay Mária Munkácsy-díjas grafikusművész állandó kiállításának részlete a Csornai Múzeumban.
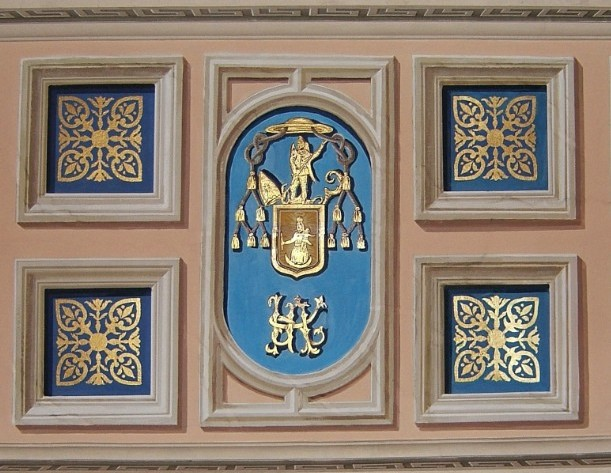
A Prépostsági könyvtárterem kazettás mennyezetének részlete Csornai Múzeum.